# Michelle Quibell
Michelle Quibell (* 23. April 1984 in Atlanta) ist eine ehemalige US-amerikanische Squashspielerin.

## Karriere
Michelle Quibell spielte von 2004 bis 2008 auf der WSA World Tour. Ihre beste Platzierung in der Weltrangliste erreichte sie mit Rang 103 im März 2005. Mit der US-amerikanischen Nationalmannschaft nahm sie 2004 an der Weltmeisterschaft teil. Zudem vertrat sie die Vereinigten Staaten bei den Panamerikaspielen 2007 und gewann dort mit der Mannschaft die Silbermedaille. Sie studierte an der Yale University, für die sie auch im College Squash aktiv war, und machte 2006 dort ihren Abschluss im Hauptfach Environmental studies. Zudem erwarb sie zwei Masterabschlüsse an der University of Michigan. 2006 wurde sie hinter Latasha Khan Zweite bei den US-amerikanischen Landesmeisterschaften.

## Erfolge
- Panamerikanische Spiele: 1 × Silber (Mannschaft 2007)
- US-amerikanischer Vizemeister: 2006